# S. J. Watson
Pour les articles homonymes, voir Watson.
S. J. Watson, né en 1971 à Stourbridge, dans le Midlands de l'Ouest, en Angleterre, est un écrivain britannique, auteur de thriller.

## Biographie
Il fait des études en physique à l'université de Birmingham. Il s'installe ensuite à Londres et travaille dans le milieu hospitalier comme spécialiste en audiologie, diagnostiquant et traitant surtout des enfants atteints de surdité. Il commence à écrire pendant ses temps libres.
En 2011, il publie son premier roman, Avant d'aller dormir (Before I Go To Sleep (en)) qui rencontre un succès international,,,,. Avec ce roman, il est lauréat du New Blood Dagger Award 2011 et du prix SNCF du polar 2012. Il est également finaliste de quatre autres prix littéraires. Ce roman est adapté en 2014 pour un film britannico-américain réalisé par Rowan Joffé, sous le même titre : Avant d'aller dormir.
En 2015, il fait paraître son deuxième roman, Une autre vie (Second Life).

## Œuvre

### Romans
- Before I Go To Sleep (en) (2011) Publié en français sous le titre Avant d'aller dormir, Paris, Sonatine Éditions, 2011  (ISBN 978-2-35584-065-4) ; réédition, Paris, Pocket, coll. « Presses-Pocket » no 14849, 2013  (ISBN 978-2-266-21672-2)
- Second Life (2015) Publié en français sous le titre Une autre vie, Paris, Sonatine Éditions, 2015  (ISBN 978-2-35584-283-2) ; réédition, Paris, Éditions de Noyelles, 2015  (ISBN 978-2-298-10387-8)
- Double Take (2018)
- Final Cut (2020) Publié en français sous le titre Disparues, Paris, Sonatine Éditions, 2022  (ISBN 978-2-355-84368-6)

## Adaptation
- 2014 : Avant d'aller dormir, film britannico-américain réalisé par Rowan Joffé, adaptation du roman éponyme, avec Nicole Kidman, Mark Strong et Colin Firth

## Prix et distinctions

### Prix
- New Blood Dagger Award 2011 pour Before I Go To Sleep[7]
- Prix SNCF du polar 2012 pour Before I Go To Sleep[8]

### Nominations
- Steel Dagger Award 2011 pour Before I Go To Sleep[7]
- Prix Anthony 2012 du meilleur premier roman pour Before I Go To Sleep[9]
- Prix Macavity 2012 du meilleur premier roman pour Before I Go To Sleep[10]
- Prix Barry 2012 pour Before I Go To Sleep[11]